# Frédéric Chopin
Frédéric François Chopin, eigenlijk Fryderyk Franciszek Chopin (Żelazowa Wola, 22 februari of 1 maart 1810 – Parijs, 17 oktober 1849), was een Pools componist en virtuoos pianist uit de romantiek. Hij wordt algemeen beschouwd als de grootste componist die Polen heeft voortgebracht en geldt als een der grootste toondichters uit de muziekgeschiedenis. Zijn muziek, een persoonlijke fusie van West-Europese klassieke elementen en traditionele Poolse, benut de expressieve en technische eigenschappen van de piano vollediger dan de muziek van welke andere componist dan ook.
Chopin werd geboren in het dorp Żelazowa Wola in het Hertogdom Warschau, als zoon van een Poolse moeder en een uitgeweken Franse vader. Hij stond bekend als wonderkind op de piano. In november 1830 vertrok hij naar het buitenland. In Parijs leefde Chopin als componist en pianoleraar. Aanvankelijk manifesteerde hij zich als concertpianist, maar al vroeg hield hij daarmee op en concentreerde zich op het lesgeven. Om te voorkomen dat hij afhankelijk zou zijn van documenten van het Russisch Keizerrijk werd hij Frans staatsburger.
Tussen 1837 en 1847 onderhield hij een stormachtige relatie met de Franse schrijfster George Sand (Aurore Dudevant). Chopins toch al slechte gezondheid ging verder achteruit en in 1849 stierf hij in Parijs aan tuberculose.
Zijn oeuvre bestaat bijna geheel uit composities voor solopiano. Hoewel vele daarvan technisch zeer veeleisend zijn, karakteriseert zijn stijl zich door het benadrukken van subtiele nuance, expressieve diepte en klankpoëzie. Chopin bouwde diverse muzikale vormen verder uit zoals de ballade en het scherzo en was verantwoordelijk voor diverse innovaties in vormen zoals de pianosonate, wals, nocturne, etude, impromptu en prelude. Zijn werk vormt het hoogtepunt van de pianomuziek uit de romantiek.

## Levensloop

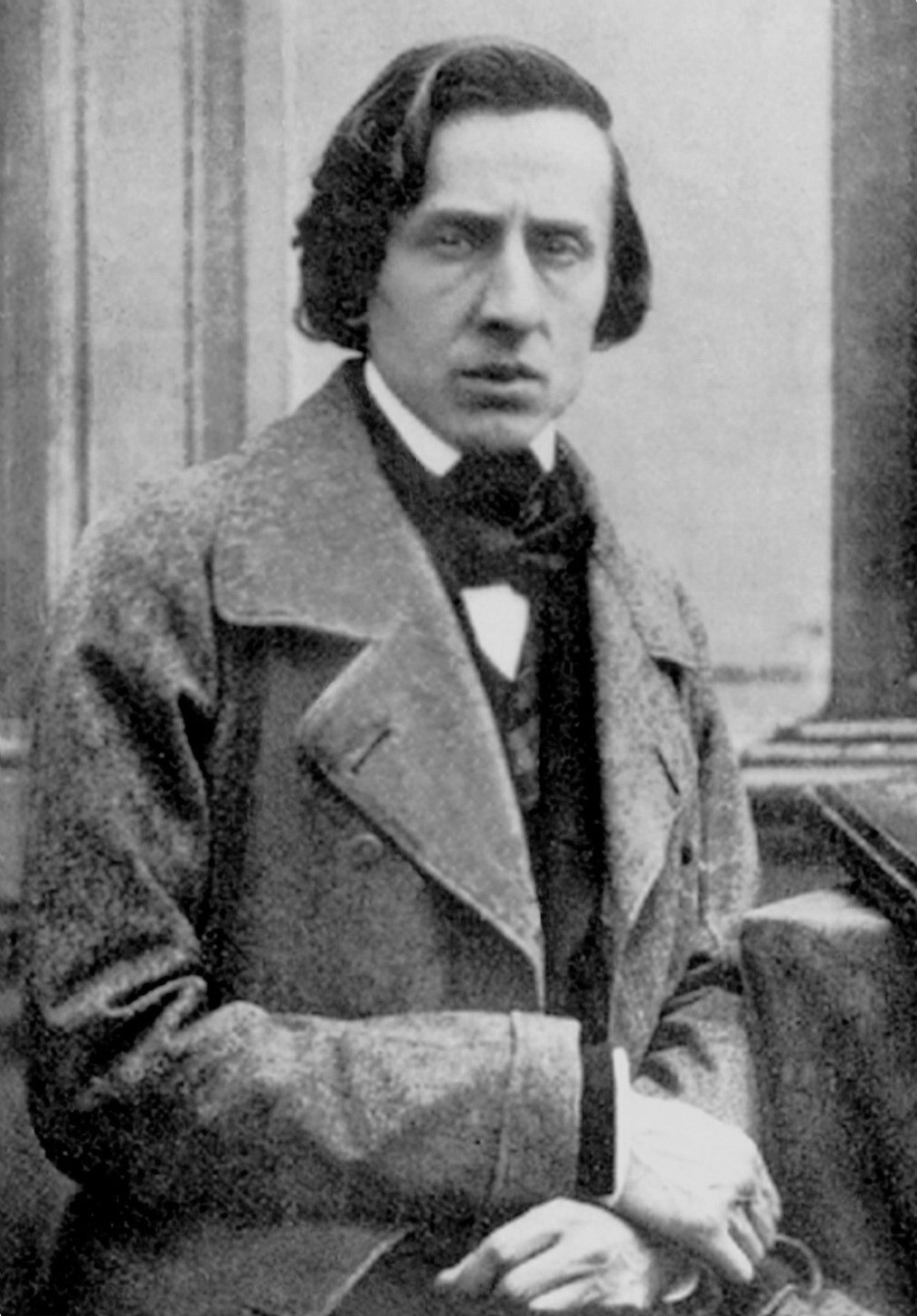
Frédéric Chopin in zijn overlijdensjaar 1849, een van de slechts drie bekende foto's van de componist.

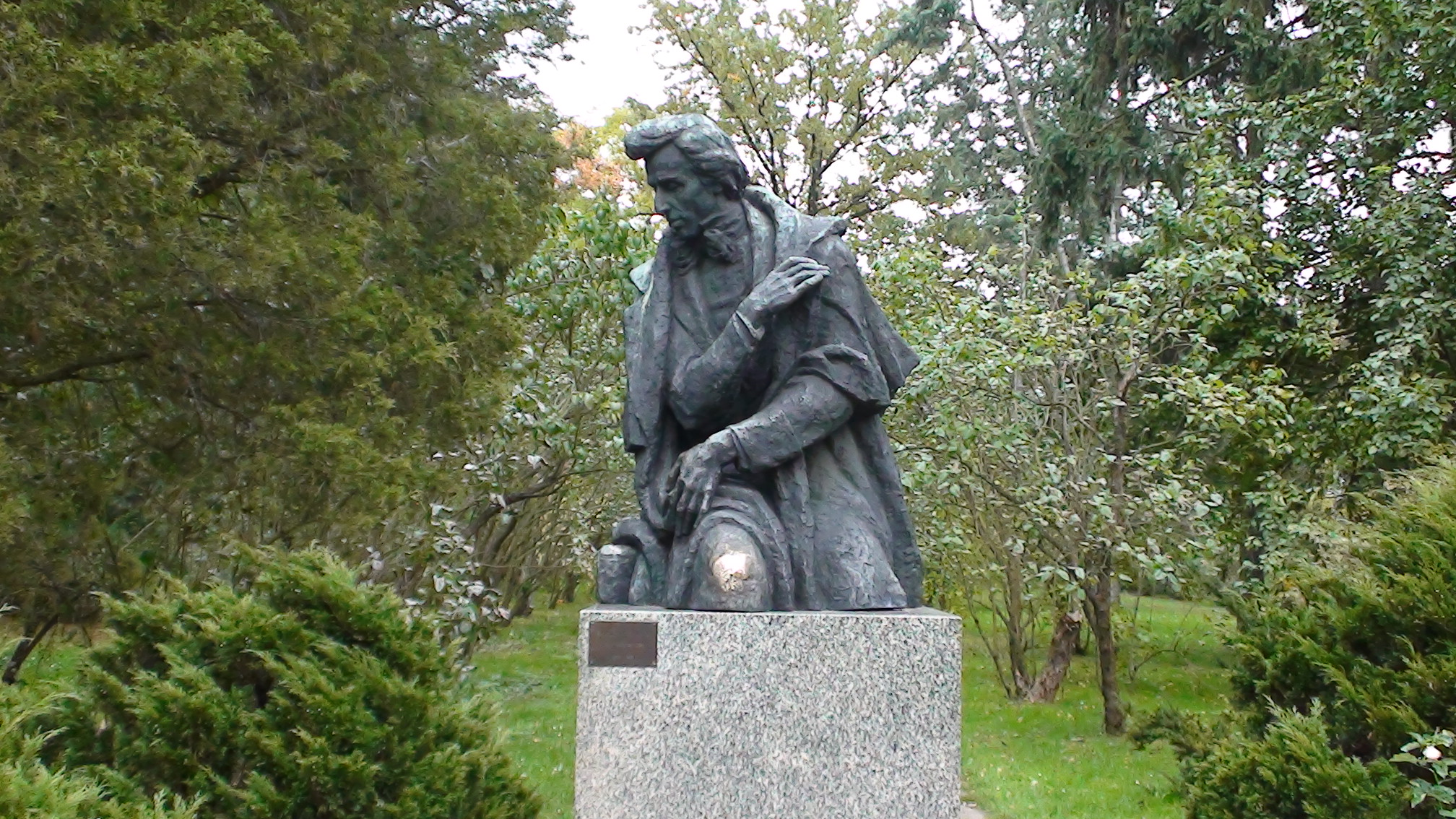
Standbeeld van Frédéric Chopin in Żelazowa Wola (auteur: Józef Gosławski)

### Jeugd
Chopins vader, de Fransman Nicolas Chopin, emigreerde op zestienjarige leeftijd naar Polen en trouwde met de Poolse Justyna Krzyżanowska. Zijn zoon Frédérics vroegste inwijding in de muziek van Bach, Haydn en Mozart ontving deze van Wojciech Żywny. Al op zevenjarige leeftijd kon Chopin zijn eerste composities uitgeven, een polonaise in G mineur en een polonaise in Bes majeur. Op zijn achtste jaar gaf hij zijn eerste openbare concert.

### Parijs
In 1829 debuteerde hij in Wenen met improvisaties op een Pools volkslied. In 1830 ondernam hij een nieuwe concertreis door het buitenland, maar wegens politieke ontwikkelingen in Polen, dat in 1830 tevergeefs in opstand kwam tegen de Russische bezetters, kon hij niet meer terug naar zijn geboorteland. Hij bleef, zoals veel andere Polen, als balling in Frankrijk en woonde vanaf zijn eenentwintigste in Parijs, waar hij zijn carrière als pianist en componist voortzette. In de aristocratische kringen waarin hij zich daar bewoog, oogstte hij bewondering om zijn pianospel en om zijn didactische gaven. Hij maakte kennis met romantici als Honoré de Balzac, Vincenzo Bellini, Hector Berlioz, Eugène Delacroix, Heinrich Heine, Franz Liszt en Giacomo Meyerbeer.
Hij verfranste zijn voornamen (zijn achternaam wordt in Polen wel als Szopen geschreven). De laatste achttien jaren van zijn leven woonde hij in Parijs, met uitzondering van korte verblijven in Engeland, Schotland en op het Spaanse eiland Mallorca. Hier verbleef hij in de winter van 1838/39 vier maanden met zijn geliefde George Sand in cel vier van het Kartuizerklooster van Valldemossa. De componist heeft jarenlang een relatie gehad met George Sand, pseudoniem van Aurore Dupin, barones Dudevant, een ietwat excentrieke schrijfster van naam, die ervan hield in mannenkleren rond te lopen en sigaren en pijp te roken.
Chopin overleed waarschijnlijk aan de gevolgen van tuberculose, hoewel ook andere kwalen worden genoemd, zoals cystische fibrose en alfa-1-antitrypsinedeficiëntie, een metabole aandoening. Hij werd begraven op het kerkhof Père-Lachaise in Parijs, met uitzondering van zijn hart: dat is ingemetseld in een pilaar in de Kerk van het Heilige Kruis in Warschau. Na zijn overlijden zijn veel onuitgegeven stukken door zijn zus meegenomen naar Polen, waar ze door een felle huisbrand zijn vernietigd. Fryderyk Chopin was met hart en ziel aan Polen verknocht. Volgens sommigen zijn in zijn muziek altijd eenzaamheid en heimwee naar zijn geboorteland te horen.

### Pianospel
Zijn toucher moet uiterst gevoelig en licht zijn geweest. De elegantie en helderheid van zijn stijl stamt af van John Field, Muzio Clementi en Johann Nepomuk Hummel, die op hun beurt waren beïnvloed door Mozart. Over Chopins 'tempo rubato' is veel geschreven. Sommigen beschouwen het als in de traditie van het strenge rubato van Mozart (met metrisch strak volgehouden linkerhand), anderen als het meer vrije rubato van Liszt.
Chopin beschouwt de tastatuur van de piano als een anatomische structuur die samen met de handen een organische eenheid vormt. “Men kan niet genoeg bewondering hebben voor de geniale geest die de klaviatuur zo fraai op de vorm van de hand heeft afgestemd. De boventoetsen (de zwarte toetsen) –voor de lange vingers- kunnen zo heerlijk als steunpunt dienst doen. Je kunt het niet beter verzinnen. Heel vaak hebben betweters die geen flauw benul van pianospelen hebben, serieuze voorstellen gedaan om de klaviatuur in omvang te beperken.....”, aldus Chopin. Hij beschouwde de toonladder van C op de piano als de moeilijkste, omdat deze geen enkel steunpunt in de vorm van zwarte toetsen heeft.
Voor een goede positie van de rechterhand raadt hij zijn leerlingen de ligging aan op e-fis-gis-ais-c. Als hij toonladders laat spelen begint hij met de handvriendelijkste: B-groot, waarbij de lange vingers steeds van zwarte toetsen voorzien zijn. De talloze, moeilijk te lezen toonsoorten bij Chopin spelen niet alleen een rol bij de muzikale klankkleur, maar hebben tevens hun speltechnische betekenis. Het zijn niet zozeer toonsoorten voor het oor, als wel voor de hand. De pols, onderarm en eigenlijk de hele arm werkt mee aan de toonvoortbrenging.
Chopin had niets met methodes om alle vingers dezelfde kracht en vlugheid te verlenen:..”Iedere vinger is zo krachtig als zijn bouw toelaat. De duim heeft de grootste kracht net als de pink aan de andere kant van de hand. De vierde vinger die door een pees als een Siamese tweeling aan de derde vastzit, is de zwakste; men wil hen met alle geweld zelfstandig maken, maar dat is onmogelijk en godzijdank een nutteloze zaak. Alles komt op een goede vingerzetting aan”.
Vingerzetting, speltechniek en wijze van componeren gaan bij Chopin letterlijk hand in hand en hij was dan ook niet spaarzaam met dit soort aanwijzingen. Karakteristiek voor het positiespel bij Chopin is heel globaal gesproken een soort glissando. In overeenstemming hiermee is de toepassing in veel melodieuze, elegisch-lyrische composities van wat in vaktermen wel de ‘lang-over-kort-techniek’ heet, waarbij in de discant vooral de buitenkant van de hand, de derde, vierde en vijfde vinger, wordt gebruikt. Met een vinger sloeg Chopin vaak twee op elkaar volgende toetsen aan (en dan niet alleen bij het afglijden van een zwarte naar een witte toets) zonder onderbreking van de klank.
Chopin zelf had kleine handen. Ze waren pezig en door en door getraind en een enorme spreiding van de vingers vanuit de middenhand. Hij speelde zoals hij sprak: zacht. Chopin trad bijna nooit op. Hij heeft zijn hele leven niet meer dan dertig concerten gegeven, volgens Alfred Cortot, ongeveer evenveel als Liszt in een maand. In de negentien jaar dat hij in Parijs verbleef heeft hij precies negentien keer een concert gegeven meestal samen met andere pianisten en met medewerking van zangers en orkesten of kamermusici. Dit is een van de redenen, of oorzaken hoe je het noemen wilt, dat Chopin tijdens zijn (korte) leven al een legende was, een vermaardheid.

## Composities
Chopin is de pianocomponist bij uitstek. Hij heeft zijn composities voor een deel geënt op Poolse muziek. In zijn mazurka's en polonaises vindt men Poolse invloeden terug. Daarnaast is hij ook zeer bekend om zijn ballades, nocturnes, etudes en walsen.
De 24 Preludes van Chopin worden beschouwd als een mijlpaal in de klassieke muziek. Schijnbaar eenvoudige stukken die door vorm en toongebruik (alle toonsoorten worden systematisch gebruikt) een krachtig, maar breekbaar geheel vormen.

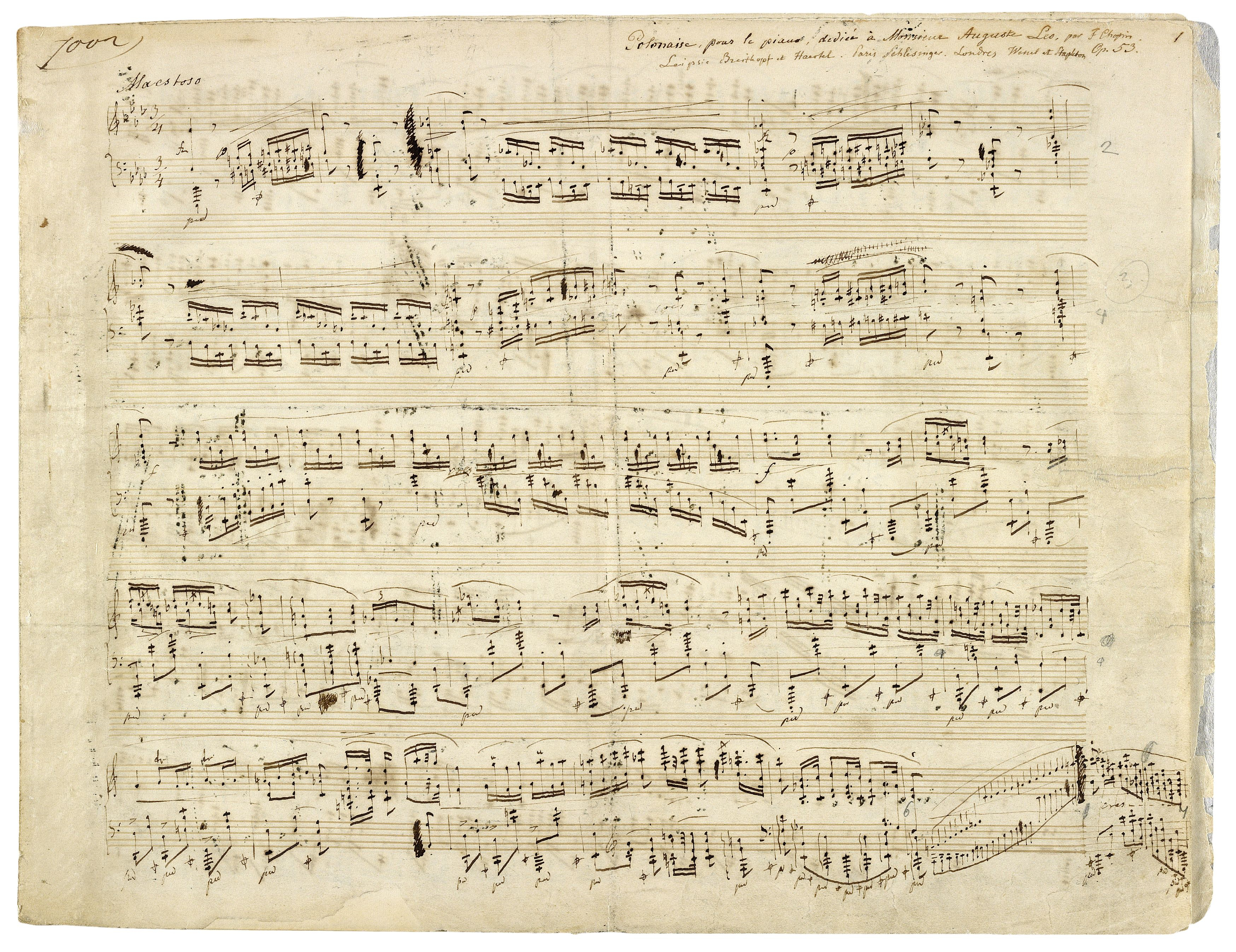
Door de componist zelf geschreven partij van de Polonaise in As op. 53 (1842)

Chopin schreef hoofdzakelijk pianomuziek, waarin elegante, expressieve melodieën, experimentele harmonieën en vrije vormen worden gecombineerd met een veeleisende pianotechniek. Zijn werk vormt het hoogtepunt van de romantische pianomuziek. Het vormt een persoonlijke synthese van Pools-traditionele en West-Europese klassieke elementen.
In tegenstelling tot andere romantici zoals Robert Schumann en Franz Liszt stond Chopin afwijzend tegenover duidelijke literaire of biografische verwijzingen in zijn werk. Toch leefde Chopin in een tijd waarin nationalistische gevoelens hoogtij vierden. In het geval van de Polen werd dit gevoel nog versterkt door de bezetting van hun land door Rusland, Pruisen en Oostenrijk. Dat Chopins geboorteland Polen was, is duidelijk hoorbaar in veel van zijn composities. Zijn vriendin en levenspartner George Sand vertelde over hem dat hij meer Pools was dan de Polen zelf:
Het hart van zijn volk slaat in zijn borstkas. Ik ken geen andere musicus die een groter patriot is dan Chopin. Hij is meer Pools dan elke Fransman ooit Frans is geweest, elke Italiaan Italiaans en elke Duitser Duits. Hij is een Pool en niets anders dan een Pool, en uit het vernietigde, bezette Polen komt zijn ziel tevoorschijn, en zijn muziek.
Een deel van Chopins werken is geschreven voor leerlingen uit het milieu van de Parijse salon. De basis van zijn compositietechniek is de improvisatie, die zich steeds meer verdiepte en verinnerlijkte. Van een stilistische evolutie is nauwelijks sprake. Wel is de weerspiegeling van zijn activiteiten waarneembaar. Tijdens zijn carrière als pianist schreef hij concertstukken, zoals de Don Juan-variaties en de beide pianoconcerten. Zijn muzieklessen waren aanleiding voor vele kleinere werken zoals mazurka's, etudes, preludes, nocturnes en walsen. Composities zoals balladen, scherzi, barcarolle en sonates waren bedoeld voor hemzelf en een select gezelschap van intimi.
De textuur in zijn composities wordt gevormd door lange chromatisch gekleurde melodieën die zijn ingebed in een grote variëteit aan begeleidingen, veelal voorzien van een verborgen contrapunt. Deze melodievorming is in grote mate beïnvloed door Vincenzo Bellini – en wordt dan ook gezien als voortzetting van de bel canto-traditie – en was van invloed op Richard Wagner. Op het gebied van de harmoniek is Chopin een van de belangrijkste vernieuwers van de 19e eeuw geweest. In zijn toepassing van dissonanten, chromatiek, modaliteit en in het – met name in langzame inleidingen – vermijden van een duidelijke hoofdtoonsoort, ging hij soms zo ver dat hij de functionele werking van harmoniek prijsgaf voor kleuring.
De ballade als instrumentaal karakterstuk is wellicht Chopins vinding, evenals het pathetische, niet-humoristische scherzo, dat bij hem een verhevigd impromptu is. De etude werd een expressiestuk van virtuoos karakter, naar de vorm verwant aan Clementi, en heeft onder anderen bij Liszt, Sergej Rachmaninov en Alexander Skrjabin navolging gevonden, evenals bij Claude Debussy.

### Etudes
De 24 Etudes van Chopin zijn spectaculair en revolutionair te noemen. Hij schreef twee series van twaalf etudes: opus 10 (opgedragen aan zijn vriend Franz Liszt) en opus 25.
Chopin maakt van de etude, een oefenstuk voor de pianist, een virtuoos voordrachtstuk geschikt voor de salon en doorbreekt daarbij de kaders waarbinnen de etude zich als genre tot dan toe, zowel in technisch, in muzikaal als in maatschappelijk opzicht bevond. Met andere woorden: Chopin zorgde ervoor dat de etude als kunstuiting rijp werd voor de salons.
Tot Chopin hadden etudes een zuiver gymnastische, aanslagtechnische functie. De voornaamste waren in die tijd de etudes van Carl Czerny, Muzio Clementi, Johann Nepomuk Hummel en Johann Cramer. Veel van die etudes worden tegenwoordig nog gebruikt.
De eerste serie van twaalf (opus 10) werd overigens niet zo goed ontvangen. Ludwig Rellstab schreef over ‘misgeboorten’ en ‘lachwekkende broedsels’ totaal ongeschikt om piano te leren spelen.
Ze zijn inderdaad erg moeilijk en niet voor niets opgedragen aan Liszt, de serie opus 10. Al in de eerste etude worden de manuele moeilijkheden op de spits gedreven: de etude staat in C majeur, volgens Chopin de lastigste toonsoort om in te spelen. Het is ook het enige stuk waarvan Walter Gieseking toegeeft dat hij er een keer zes uur per dag op gestudeerd heeft. De etude ligt als een fonkelend, glanzend ragfijn pantser voor de andere elf. De etude moest, volgens Chopin, langzaam ingestudeerd worden om een vergroting van de hand tot stand te brengen waardoor het lijkt alsof de gebroken akkoorden als het ware door een strijkstok worden aangestreken. Deze etude nr. 1 is een van de eerste stukken in de pianoliteratuur waarbij snelheid niet uitdraait op bravourespel of pianistische acrobatiek, zoals bij veel componisten uit de 19e eeuw te vinden is, maar op volheid van klank en meerstemmigheid.
Robert Schumann schrijft over de eerste etude van de tweede serie (opus 25):..” Je vergist je als je denkt dat je elk klein nootje hebt laten horen; er was eerder sprake van een deinend As-majeur akkoord, dat door het pedaal hier en daar opnieuw werd versterkt; maar dwars door de harmonieën heen viel in de grote tonen melodie te beluisteren..”
Chopin waakte over zijn etudes. Ze lagen hem na aan het hart. Hij hield ook nauwlettend in de gaten of ze door anderen uitgevoerd werden en hoe (Liszt niet meegeteld). Als hij in de lente van 1839, op de terugreis van Majorca, hoort dat Clara Wieck (echtgenoot van Robert Schumann) de vijfde uit opus 10 heeft gespeeld, en nog wel in Parijs, neemt hij in eerste instantie genoegen met die mededeling, maar doet in een volgende brief nogal verontwaardigd navraag: ”Heeft mevrouw Wieck mijn etude eigenlijk goed gespeeld? Hoe komt het dat ze precies een etude uitkoos die mensen die niet weten dat deze voor zwarte toetsen bedoeld is, het minste interesseert? Het was beter geweest het mij niet te laten weten”.
De Duitse schrijver en historicus Oskar Bie heeft eens gezegd: “Er kan geen ‘echtere’ pianomuziek bestaan dan een etude. Het wezenskenmerk van de piano (wat de piano allemaal kan en wat je er mee kunt doen) is in de etude in muziek omgezet”.
De 24 etudes van Chopin zijn geen ‘etudes’ in de zin van oefenstukken, het zijn magnifieke voordrachtstukken, waarin allerhande technische problemen aan de orde worden gesteld: tertsen- en sextenspel, grote grepen en sprongen, octavenspel, het ‘jeu perlé’ etcetera. De etudes bieden ook een boeiende verscheidenheid aan muzikale rijkdom; naast de grote virtuositeit (nrs. 1, 2, 4, 8, 12, 18, 20, 22, 23, 24), is er de vaak prachtige melodiek (nrs. 3 en 13), het parelende passagewerk (nrs. 5 en 14), de elegantie (nrs. 11, 15 en 17) en het stemmingsvolle (nrs. 6 en 19).

## Lijst van werken

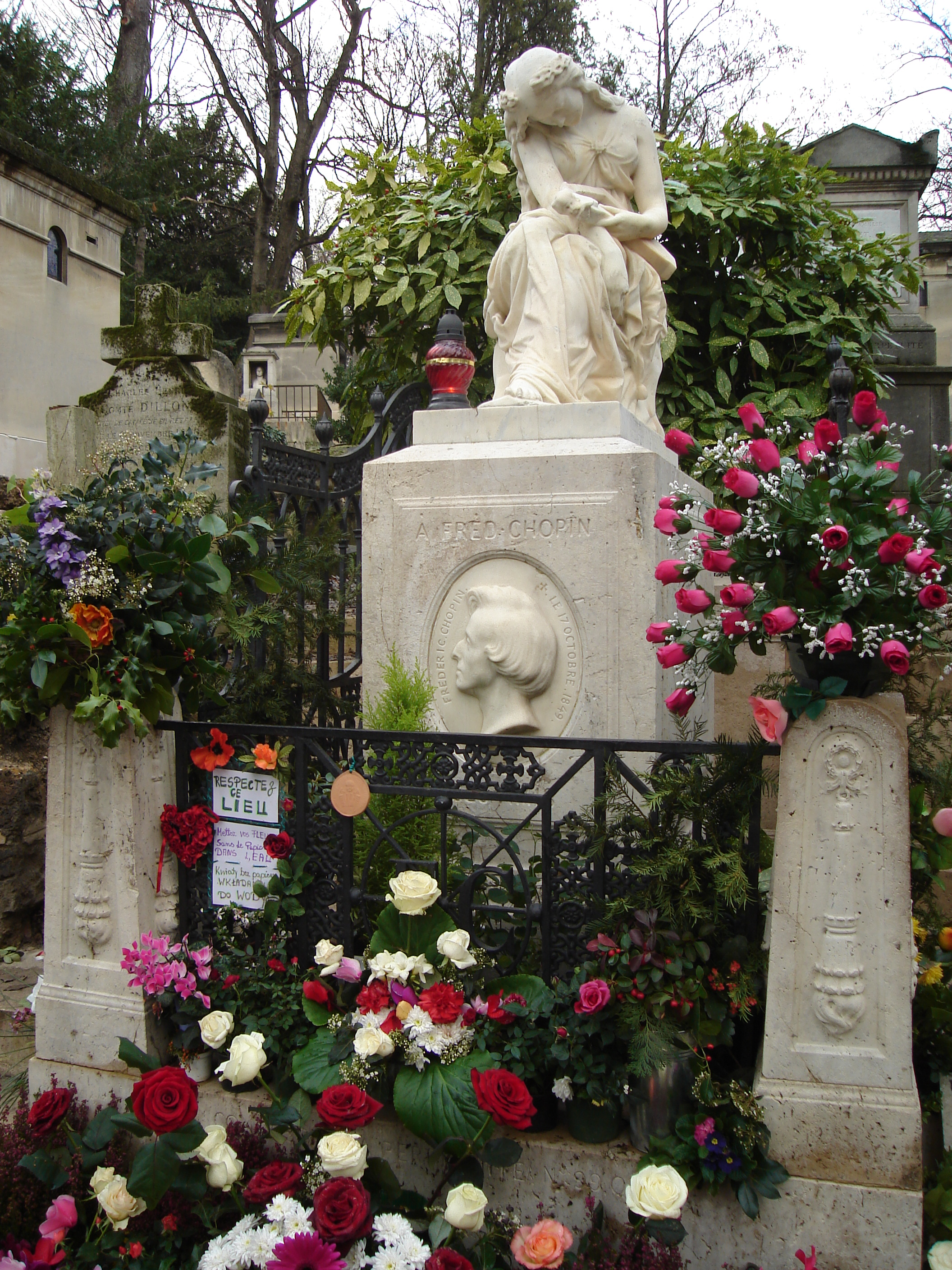
Laatste rustplaats van Chopin op Père-Lachaise

- piano: Albumblad; 'Allegro de Concerto'; Andante Spianato et Grande Polonaise; Andantino; 4 Ballades; Barcarolle; Berceuse; Bolero; 2 Bourrées; Canon; Cantabile; Contradans; 3 Ecossaises; 27 Etudes; Fantasie; Fuga; 4 Impromptu's; Largo; 69 Mazurka's; 2 Marsen; 21 Nocturnes; 16 Polonaises; 24 Preludes; 4 Rondo's; 4 Scherzi; 3 Sonates; Tarantelle; 4 Variatiewerken; 20 Walsen;
- piano-vierhandig: 1 Variatiewerk;
- 2 piano's: 1 Rondo;
- fluit/piano: 1 Variatiewerk;
- cello/piano: 'Grand Duo'; Introductie & Polonaise; Sonate;
- viool/cello/piano: Trio;
- zang/piano: 19 Liederen (Pools)
- piano/orkest: 'Grande Polonaise'; 'Grande fantaisie sur des airs polonais'; 'Krakowiak'; 2 Pianoconcerten; 1 Variatiewerk.

## Musea
Er zijn musea over Chopin in verschillende landen, met name in Polen. In de hoofdstad Warschau staat het Museum Frédéric Chopin dat een grote collectie van hem toont, verdeeld over vijf verdiepingen. Het museum kent twee filialen. De Salon Chopin is ingericht in een kamer van de woning in Warschau waar hij voor het laatst met zijn familie in Polen woonde. Verder is het geboortehuis van Chopin omgebouwd tot museum. Het staat in Mazovië.
Buiten Polen bevinden zich twee kleinere Chopin-musea:
- In het Kartuizerklooster van Valldemossa op Majorca zijn twee cellen besteed aan de winter die hij hier doorbracht met de Franse schrijfster George Sand.
- Verder is er een kamer in de Poolse bibliotheek in Parijs ingericht als museum, getiteld Salon Frédéric Chopin.

## Sculpturen van Chopin
In het Łazienkipark in Warschau staat sinds 1926 een monumentale sculptuur van Chopin, ontworpen door Wacław Szymanowski. Het is een nationaal symbool van Polen en trekt jaarlijks duizenden bezoekers.
Er staat een grote sculptuur in Parc Monceau, Paris, gemaakt door de kunstenaar Jacques Froment-Meurice in 1906.
In 2023 maakt de Nederlandse beeldhouwer Mooniq Priem een portret van Chopin. Dit werd onthuld in Heusden en staat ook in Dwingeloo.  

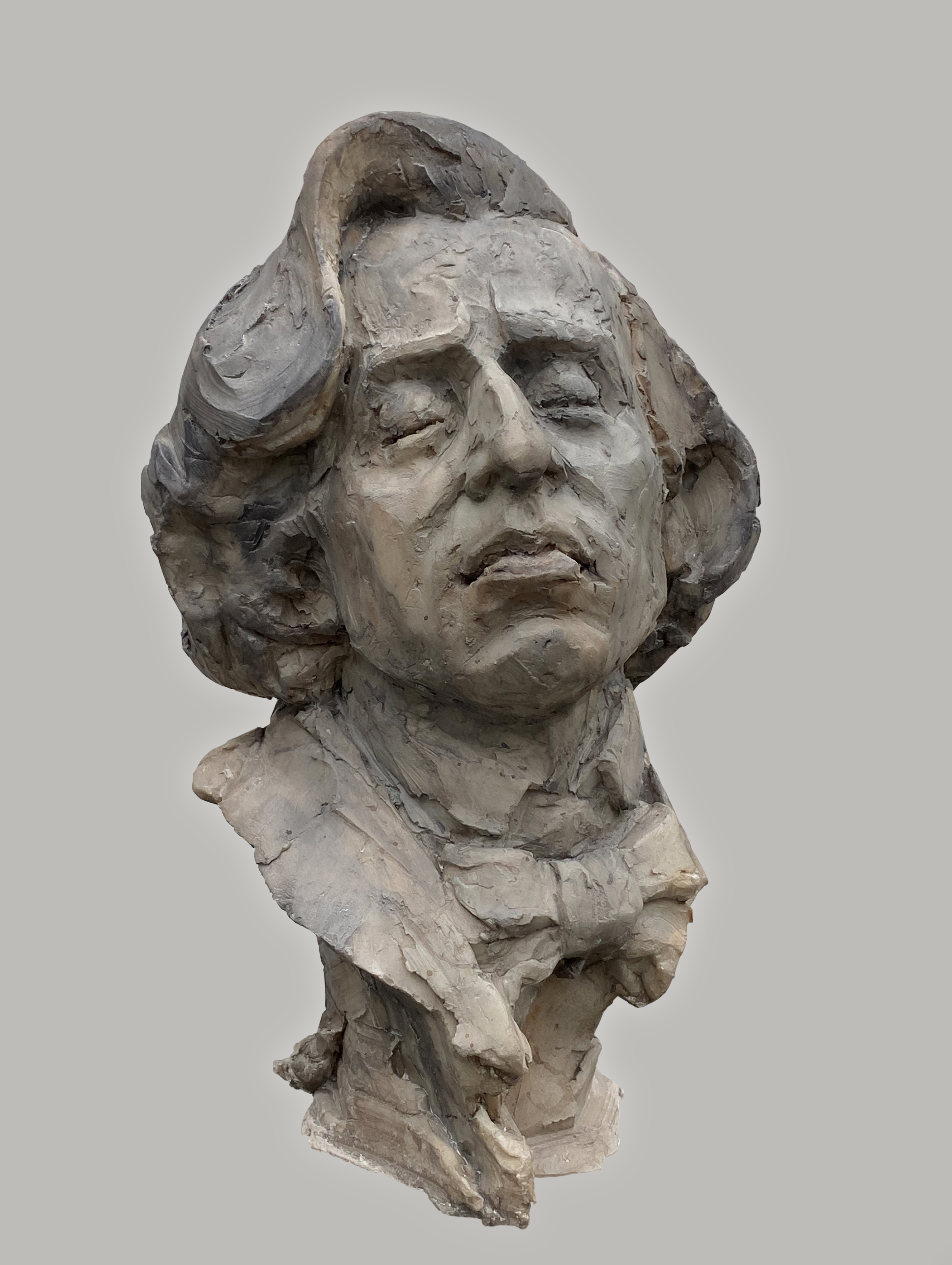
Portrait of Frédéric Chopin, created by Mooniq Priem (2023).